# James Fisher Robinson

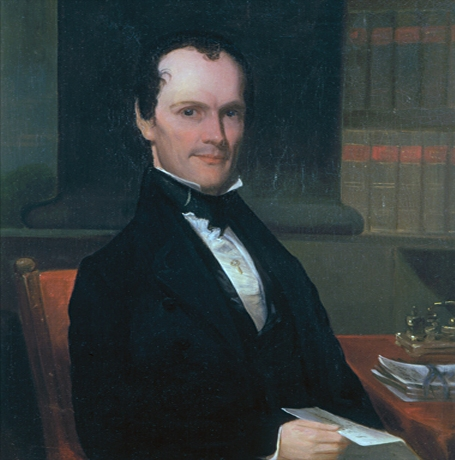
James Fisher Robinson

James Fisher Robinson (* 4. Oktober 1800 im Scott County, Kentucky; † 31. Oktober 1882 in Georgetown, Kentucky) war ein US-amerikanischer Politiker und Gouverneur des Bundesstaates Kentucky.

## Frühe Jahre und politischer Aufstieg
James Robinson erhielt seine schulische Ausbildung an der Forest Hill Academy und der Transylvania University, die er 1818 erfolgreich abschloss. Anschließend studierte er Jura und praktizierte als Rechtsanwalt in Georgetown. Seine politische Laufbahn begann 1851, als er für die Demokratische Partei in den Senat von Kentucky gewählt wurde, zehn Jahre später zog er erneut in diese Parlamentskammer ein.

## Gouverneur von Kentucky
Zu dieser Zeit befand sich Kentucky in einer schwierigen Lage. Der Staat lag an der Grenze zwischen den verfeindeten Parteien des Bürgerkrieges und war von beiden Seiten heiß umworben. Der amtierende Gouverneur Beriah Magoffin, der persönlich mehr dem Süden zuneigte, hatte Kentucky für neutral erklärt. Eine konföderierte Gegenregierung spielte faktisch keine Rolle. An die Neutralität hielt sich aber keine der Parteien und Armeen aus beiden Lagern fielen in Kentucky ein. Die Meinung der Bürger war ebenfalls gespalten. Freiwillige aus Kentucky kämpften je nach ihrer Überzeugung für die Union oder die Konföderation. Nachdem sich mehr und mehr eine politische Mehrheit für den Anschluss Kentuckys an die Union gefunden hatte, war Gouverneur Magoffin bereit zurückzutreten. Da sein Vizegouverneur Linn Boyd bereits 1859 verstorben war, wäre der Senatspräsident automatisch als Gouverneur gefolgt. Magoffin machte aber zur Bedingung seines Rücktritts, dass der damalige Senatspräsident James F. Fisk nicht sein Nachfolger werden dürfe. Daher musste Fisk zurücktreten und James Robinson Platz machen. Zwei Tage später trat der alte Gouverneur zurück und Robinson fiel das Amt des Gouverneurs zu. Seine Aufgabe war es, die Amtszeit seines Vorgängers zu beenden. In dieser Zeit, von August 1862 bis September 1863, wollte er den Staat der Union anschließen. Allerdings konnte von einer geregelten Politik keine Rede mehr sein: Kentucky wurde mehr und mehr Kriegsschauplatz. Zuerst besetzten es die Konföderierten, dann eroberte die Union das Gebiet zurück und hielt es ebenfalls unter militärischer Besatzung. Robinson war darüber verärgert und beschwerte sich erfolglos bei Präsident Abraham Lincoln.

## Weiterer Lebenslauf
Nach dem Ende seiner Amtszeit am 1. September 1863 zog sich Robinson aus der Politik zurück. Er praktizierte wieder als Anwalt und war Vorsitzender des Kuratoriums des Georgetown College. Außerdem war er Präsident der Farmers Bank von Georgetown. James Robinson starb am 31. Oktober 1882. Er war dreimal verheiratet und hatte insgesamt neun Kinder.